# صمويل تينج
صمويل تينج (بالإنجليزية: Samuel Ting) عالم فيزيائي أمريكي حصل عام 1976 على جائزة نوبل للفيزياء. وقد حاز عليها بالمشاركة مع عالم الفيزياء الإنجليزي بورتون ريختر.وقد منحت لهما الجائزة «لاكتشافهما أحد الجسيمات الأولية الثقيلة تسمي (J/ψ particle)».
ولد صمويل تينج في 27 يناير 1936.

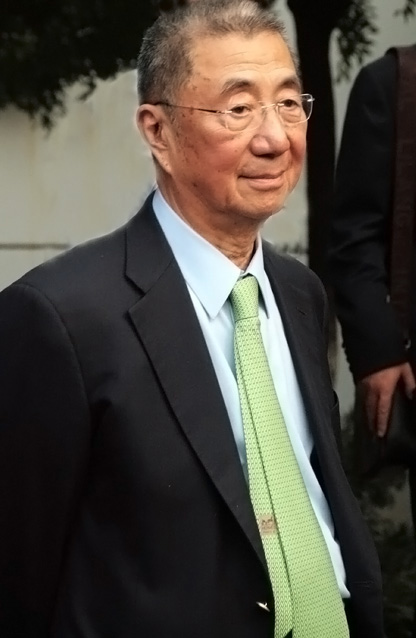
تينغ بعد أن ألقى محاضرة حول موضوع مطياف ألفا المغناطيسي (AMS) في جامعة شاندونغ في أكتوبر 2011

يدير صمويل تينج حاليا مشروع المطياف المغناطيسي لجسيمات ألفا والمزمع انشائه على محطة الفضاء الدولية عام 2010.

## روابط خارجية
- صمويل تينج على موقع الموسوعة البريطانية (الإنجليزية)
- صمويل تينج على موقع مونزينجر (الألمانية)
- صمويل تينج على موقع إن إن دي بي (الإنجليزية)